# Канцлер
Ка́нцлер (нем. Kanzler, от лат. Cancellarius — секретарь у барьера, отделяющего суд от публики) — первый министр, название ряда должностей, званий и чина в различные эпохи, в различных государствах.

## История
Понятие «канцлер» появилось в Средние века: при дворах европейских феодалов секретарём (канцлером) называли главу цеха переписчиков, обладавшего авторитетом, сопоставимым с авторитетом писцов в Древнем Египте. Канцлер как высшее при дворе должностное лицо, на обязанности которого лежало изготовление государственных, преимущественно дипломатических актов и которое потому было хранителем печати государства.

### Средние века
Канцлер — высшее должностное лицо в феодальных государствах средневековой Европы, возглавлявшее королевскую канцелярию и архив, хранившее государственную печать.

### Франция старого режима
Во Франции звание великого канцлера (summus chancelier) появляется в IX веке. Канцлер Франции (Chancelier de France) — во Франции старого режима одна из высших коронных должностей, второе должностное лицо короны; а с 1627 года, после упразднения званий коннетабля Франции и адмирала Франции, — высшее должностное лицо короны Франции. Из всех старинных высших коронных чинов один сохранял своё значение до конца старого порядка в качестве главы судебного ведомства; назначался королём, но был несменяем. Должность Канцлер Франции упразднена 1790 году.

### Российская империя
В Российской империи канцлер — высший гражданский чин. Первым канцлером был сподвижник Петра I Ф. А. Головин, который имел и другие высшие чины (был также генерал-адмиралом и генерал-фельдмаршалом).
По табели о рангах 1722 года чин канцлера соответствовал (равный) военным чинам генерал-фельдмаршала и генерал-адмирала. Чаще всего давался министрам иностранных дел. Если министр обладал чином 2-го класса, он мог именоваться вице-канцлером. Всего в России в разное время чин канцлера имели 12 человек. Последние 50 лет существования монархии этот чин никому не присваивался, хотя формально отменён и не был. Также был Канцлер российских императорских и царских орденов.

#### Канцлеры России
Чин канцлера в России, царского и имперского периодов имели:
1. 1699 — граф Фёдор Алексеевич Головин (1650—1706). умер до провозглашения России империей.
2. 1709 — граф Гавриил Иванович Головкин (1660—1734).
3. 1740 — князь Алексей Михайлович Черкасский (1680—1742).
4. 1744 — граф Алексей Петрович Бестужев-Рюмин (1693—1766), в 1758 лишён чина канцлера, в 1762 получил чин генерал-фельдмаршала.
5. 1758 — граф Михаил Илларионович Воронцов (1714—1767).
6. 1796 — граф Иван Андреевич Остерман (1725—1811).
7. 1797 — светлейший князь Александр Андреевич Безбородко (1747—1799).
8. 1802 — граф Александр Романович Воронцов (1741—1805).
9. 1809 — граф Николай Петрович Румянцев (1754—1826).
10. 1834 — князь Виктор Павлович Кочубей (1768—1834).
11. 1845 — граф Карл Васильевич Нессельроде (1780—1862).
12. 1867 — светлейший князь Александр Михайлович Горчаков (1798—1883).

### Польша средневековая и нового времени
Великий коронный канцлер — в Польше средневековой и нового времени руководитель королевской канцелярии и ответственный за проведение внешней политики страны.
Канцлер великий литовский (до 1569 — канцлер; польск. Kanclerz wielki litewski) — должностное лицо в Великом княжестве Литовском и Русском, глава великокняжеской канцелярии, хранитель большой государственной печати, член Рады.

### Германия

#### 1871—1945
В Германии 1871—1945 рейхсканцлер — глава правительства (с 1934 года обладал также полномочиями главы государства).

#### ФРГ
В современной ФРГ федеральный секретарь (бундесканцлер) — председатель правительства ФРГ.

## Современное использование

### Глава правительства
В современных Германии и в Австрии (бундесканцлер) федеральный канцлер — председатель Федерального правительства.

### Министр
В Великобритании канцлер казначейства — министр финансов, лорд-канцлер — министр юстиции.

### Другие государственные должности
В Швейцарии федеральный канцлер Союза — руководитель секретариата высших федеральных органов власти и управления (Союзного собрания и Союзного совета).
В Эстонии канцлер юстиции (эст. Õiguskantsler) — должностное лицо, задачей которого является осуществление надзора за тем, чтобы акты законодательной и исполнительной государственной власти и местных самоуправлений соответствовали конституции и законам.

## Восточные аналоги
Название ряда должностей в странах Азии традиционно переводится на европейские языки как «канцлер».
В монархическом Китае лицо на должности премьер-министра или канцлера — чэнсян.